# 北佐久郡

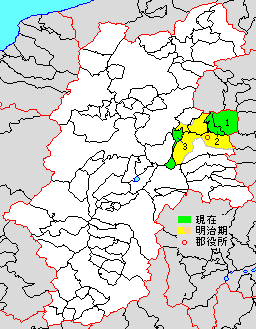
長野県北佐久郡の範囲（1.軽井沢町 2.御代田町 3.立科町）

北佐久郡（きたさくぐん）は、長野県の郡である。
人口42,493人、面積281.69km²、人口密度151人/km²。（2025年3月1日、推計人口）
以下の3町を含む。
- 軽井沢町（かるいざわまち）
- 御代田町（みよたまち）
- 立科町（たてしなまち）

## 郡域

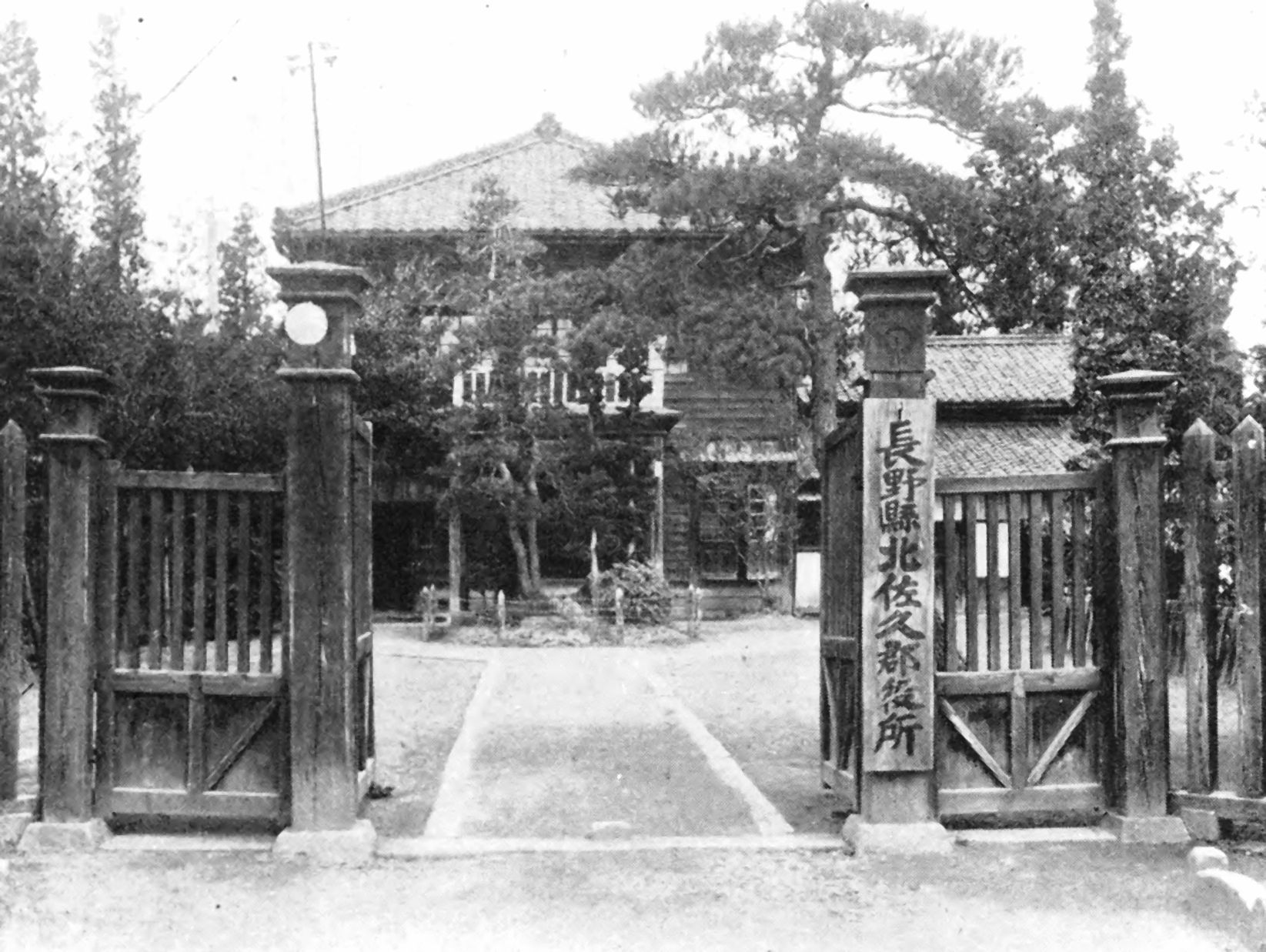
北佐久郡役所

1879年（明治12年）に行政区画として発足した当時の郡域は、上記3町のほか、以下の区域にあたる。
- 小諸市の大部分（滋野甲を除く）
- 佐久市の一部（志賀、新子田、猿久保、根々井、横和、三河田、今井、鳴瀬、御馬寄、甲、矢嶋、布施、協和、春日より北西）
- 東御市の一部（概ね千曲川以南）

## 歴史

### 郡発足までの沿革
- 「旧高旧領取調帳」に記載されている、信濃国佐久郡のうち後の本郡域の明治初年時点での支配は以下の通り。●は村内に寺社領が、○は寺社除地[注釈 1]が存在。（4町110村）

| 知行         | 知行                           | 村数     | 村名 |
| ------------ | ------------------------------ | -------- | --- |
| 幕府領       | 幕府領（御影代官所）           | 1町 27村 | 御影新田、○前田原村、横根村、池田新田、○広戸村、草越村、面替村、並木新田、○久能村、梨沢村、発地村、馬取萱村、油井村、借宿村、成沢新田、○安原村、○香坂新田村、児玉村、○茂沢村、○軽井沢村、○沓掛村、○香坂村、○追分村、○新子田村、●○志賀村、○和田村、○今岡村、○落合村、峠町 |
| 幕府領       | 幕府領（中之条代官所）         | 9村      | 下曽根村、前山山新田、○沓沢新田村、○入布施村、○五郎兵衛新田村、○春日村、○小平村、○春日新村、○牧布施村 |
| 幕府領       | 旗本領                         | 13村     | ○上塚原村、●○岩尾村、○市村新田、○大和田村、○今井村、○平塚村、比田井村、天神林村、片倉村、高呂村、大谷地新田、入片倉村、岩下村 |
| 幕府領       | 幕府領（御影代官所）・旗本領   | 2村      | ○下塚原村、市左衛門新田 |
| 幕府領       | 幕府領（中之条代官所）・旗本領 | 1村      | 三ツ井村 |
| 藩領         | 信濃小諸藩                     | 2町 41村 | ○小諸城下、○諸村、○馬瀬口村、○塩野村、○塩名田村、○望月新田、塩沢村、細谷村、羽毛山村、島川原村、布下村、○菱野村、○森山村、○加増村、○西原村、滝原村、○平原村、○山浦村、○御馬寄村、○桑山村、○蓬田村、牛鹿村、○八幡村、○望月町、○茂田井村、○芦田村、○山部村、○藤沢村、○姥ヶ懐新田、○宇山村、○下之城村、○大日向村、○印内村、後平村、大久保村、観音寺新田、赤岩新田、八重原村、○柏木村、塩沢新田、中尾新田、細谷新田、八満村 |
| 藩領         | 信濃岩村田藩                   | 1町 13村 | ○赤岩村、長土呂村、市村、中地村、猿久保村、三河田村、矢島村、中居村、○岩村田町、○小田井村、○下平尾村、○横和村、○抜井村、○式部村 |
| 藩領         | 岩村田藩・小諸藩               | 1村      | ○耳取村 |
| 幕府領・藩領 | 旗本領・小諸藩                 | 1村      | 根々井塚原村 |
| 幕府領・藩領 | 旗本領・岩村田藩               | 1村      | ○上平尾村 |

- 幕末（4町107村）
  - 並木新田が児玉村に合併。
  - 下曽根村が廃村（のちの御影新田村域とされる[1]）。
- 慶応4年2月17日（1868年3月10日） - 幕府領が名古屋藩の管轄となる。
- 明治2年2月30日（1869年4月11日） - 幕府領が伊那県の管轄となる。
- 明治3年9月17日（1870年10月11日） - 伊那県の管轄区域が中野県の管轄となる。
- 明治4年
  - 6月22日（1871年8月8日） - 中野県が改称して長野県となる。
  - 7月14日（1871年8月29日） - 廃藩置県により藩領が小諸県、岩村田県の管轄となる。
  - 11月20日（1871年12月31日） - 第1次府県統合により全域が長野県の管轄となる。
- 明治5年（1872年） - 峠町が軽井沢村に合併。（3町107村）
- 明治6年（1873年） - 軽井沢村の一部が分立して峠町となる。（4町107村）
- 明治8年（1875年）から明治9年（1876年）にかけて下記の町村の統合が行われる。カッコ内は日付。特記以外は明治8年（日付不明）。（4町66村）
  - 小諸町 ← 小諸城下（明治9年7月18日）
  - 長倉村 ← 油井村、借宿村、成沢新田、沓掛村、塩沢新田（明治9年8月2日）
  - 豊昇村 ← 久能村、梨沢村
  - 鳴瀬村 ← 落合村、岩尾村、大和田村
  - 塚原村 ← 上塚原村、下塚原村、赤岩新田、中地村、根々井塚原村、赤岩村（明治9年）
  - 御代田村 ← 前田原村、池田新田、児玉村、小田井村
  - 菱平村 ← 菱野村、後平村（明治9年）
  - 布施村 ← 前山山新田、牧布施村、沓沢新田村、入布施村、中居村、抜井村、式部村
  - 協和村 ← 小平村、比田井村、天神林村、片倉村、高呂村、大谷地新田、三ツ井村（明治9年）
  - 桐原村 ← 細谷村、細谷新田村（明治9年）
  - 市田村 ← 市村新田、市村（明治9年5月）
  - 大井村 ← 宇山村、山部村（明治9年）
  - 馬取萱村が発地村に合併。（明治9年8月2日）
  - 市左衛門新田が塩名田村に合併。（明治9年5月30日）
  - 望月新田が望月町に合併。（明治9年）
  - 香坂新田村が香坂村に、春日新村・入片倉村・岩下村が春日村に、姥ヶ懐新田・中尾新田が芦田村に、観音寺新田が茂田井村にそれぞれ合併。
  - 八満村の一部[注釈 10]が塩野村に合併。

### 郡発足以降の沿革
- 明治12年（1879年）
  - 1月4日 - 郡区町村編制法の長野県での施行により、佐久郡のうち4町66村の区域に行政区画としての北佐久郡が発足。郡役所を岩村田町に設置。
  - 大井村が分割されて宇山村・山部村となる。（4町67村）
- 明治13年（1880年） - 市田村の一部が分立して市村新田となる。（4町68村）
- 明治15年（1882年） - 市村新田が改称して常田村となる。

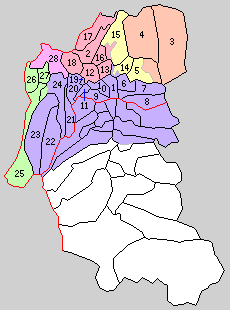
1.岩村田町 2.小諸町 3.東長倉村 4.西長倉村 5.伍賀村 6.平根村 7.三井村 8.志賀村 9.高瀬村 10.中佐都村 11.中津村 12.三岡村 13.南大井村 14.御代田村 15.小沼村 16.北大井村 17.大里村 18.川辺村 19.五郎兵衛新田村 20.南御牧村 21.布施村 22.春日村 23.協和村 24.本牧村 25.芦田村 26.横鳥村 27.三都和村 28.北御牧村 （紫：佐久市 赤：小諸市 桃：東御市 橙：軽井沢町 黄：御代田町 緑：立科町）

- 明治22年（1889年）4月1日 - 町村制の施行により、以下の町村が発足。特記以外は現・佐久市。（2町26村）
  - 岩村田町 ← 岩村田町、長土呂村、猿久保村
  - 小諸町（単独町制、現・小諸市）
  - 東長倉村 ← 長倉村［沓掛・塩沢新田・借宿］、軽井沢村、峠町（現・軽井沢町）
  - 西長倉村 ← 追分村、発地村、長倉村［成沢新田・油井］（現・軽井沢町）
  - 伍賀村 ← 草越村、豊昇村、広戸村、面替村（現・御代田町）、茂沢村（現・御代田町、軽井沢町）
  - 平根村 ← 上平尾村、下平尾村、横根村
  - 三井村 ← 香坂村、安原村、新子田村
  - 志賀村（単独村制）
  - 高瀬村 ← 三河田村、横和村、今井村、鳴瀬村
  - 中佐都村 ← 塚原村、平塚村、常田村
  - 中津村 ← 塩名田村、御馬寄村
  - 三岡村 ← 耳取村、市村、森山村（現・小諸市）
  - 南大井村 ← 御影新田村、平原村、和田村（現・小諸市）
  - 御代田村（単独村制、現・御代田町、佐久市）
  - 小沼村 ← 馬瀬口村（現・御代田町）、塩野村（現・御代田町、小諸市）
  - 北大井村 ← 柏木村、加増村、八満村（現・小諸市）
  - 大里村 ← 諸村、菱平村、西原村、滝原村（現・小諸市）
  - 川辺村 ← 山浦村、大久保村（現・小諸市）
  - 五郎兵衛新田村（単独村制）
  - 南御牧村 ← 八幡村、蓬田村、桑山村、矢島村
  - 布施村、春日村、協和村（それぞれ単独村制）
  - 本牧村 ← 望月町、茂田井村、印内村
  - 芦田村（単独村制、現・立科町）
  - 横鳥村 ← 牛鹿村、宇山村、山部村（現・立科町）
  - 三都和村 ← 藤沢村、桐原村、塩沢村（現・立科町）
  - 北御牧村 ← 八重原村、羽毛山村、布下村、島川原村、大日向村、下之城村（現・東御市）
- 明治24年（1891年）4月1日 - 郡制を施行。
- 大正12年（1923年）
  - 4月1日 - 郡会が廃止。郡役所は存続。
  - 8月1日 - 東長倉村が町制施行・改称して軽井沢町となる。（3町25村）
- 大正15年（1926年）7月1日 - 郡役所が廃止。以降は地域区分名称となる。
- 昭和17年（1942年）5月8日 - 西長倉村が軽井沢町に編入。（3町24村）
- 昭和29年（1954年）
  - 2月1日 - 小諸町・北大井村・大里村・川辺村が合併し、改めて小諸町が発足。（3町21村）
  - 4月1日（3町18村）
    - 小諸町・三岡村・南大井村が合併して小諸市が発足し、郡より離脱。
    - 本牧村が町制施行して本牧町となる。

  - 12月20日 - 岩村田町・平根村・高瀬村・中佐都村が合併して浅間町が発足。（3町15村）
- 昭和30年（1955年）
  - 1月15日 - 中津村・五郎兵衛新田村・南御牧村が合併して浅科村が発足。（3町13村）
  - 2月1日 - 三井村・志賀村が合併して東村が発足。（3町12村）
  - 4月1日 - 芦田村・横鳥村・三都和村が合併して立科村が発足。（3町10村）
- 昭和31年（1956年）
  - 7月1日 - 立科村の一部（芦田および池の平の一部）が諏訪郡茅野町に編入。
  - 9月30日 - 御代田村・小沼村・伍賀村が合併して御代田町が発足。（4町7村）
- 昭和32年（1957年）2月1日 - 御代田町の一部（大字茂沢の一部）が軽井沢町、一部（大字御代田の一部[注釈 11]）が浅間町、一部（大字塩野の一部[注釈 12]）が小諸市にそれぞれ編入。
- 昭和33年（1958年）10月1日 - 立科村が町制施行して立科町となる。（5町6村）
- 昭和34年（1959年）
  - 4月1日 - 軽井沢町の一部（大字追分の一部[注釈 13]）が御代田町に編入。
  - 8月1日 - 本牧町・布施村・春日村・協和村が合併して望月町が発足。（5町3村）
- 昭和35年（1960年）4月15日 - 望月町の一部（茂田井の一部[注釈 14]）が立科町に編入。
- 昭和36年（1961年）4月1日 - 浅間町・東村が南佐久郡野沢町・中込町と合併して佐久市が発足し、郡より離脱。（4町2村）
- 平成16年（2004年）4月1日 - 北御牧村が小県郡東部町と合併して東御市が発足し、郡より離脱。（4町1村）
- 平成17年（2005年）4月1日 - 望月町・浅科村が佐久市・南佐久郡臼田町と合併し、改めて佐久市が発足、郡より離脱。（3町）

### 変遷表
| 明治以前       | 明治以前       | 明治初年 - 明治10年     | 明治11年 - 明治13年    | 明治14年 - 明治22年  | 明治22年 4月1日 町村制施行 | 明治22年 - 昭和29年              | 明治22年 - 昭和29年        | 昭和30年 - 昭和34年      | 昭和30年 - 昭和34年           | 昭和35年 - 昭和64年          | 平成元年 - 現在             | 現在     |
| -------------- | -------------- | ----------------------- | ---------------------- | -------------------- | -------------------------- | -------------------------------- | -------------------------- | ------------------------ | ----------------------------- | ---------------------------- | --------------------------- | -------- |
| 池田新田       | 池田新田       | 明治8年 御代田村        | 御代田村               | 御代田村             | 御代田村                   | 御代田村                         | 御代田村                   | 昭和31年9月30日 御代田町 | 御代田町                      | 御代田町                     | 御代田町                    | 御代田町 |
| 前田原村       | 一部を除く     | 明治8年 御代田村        | 御代田村               | 御代田村             | 御代田村                   | 御代田村                         | 御代田村                   | 昭和31年9月30日 御代田町 | 御代田町                      | 御代田町                     | 御代田町                    | 御代田町 |
| 前田原村       | 一部           | 明治8年 御代田村        | 御代田村               | 御代田村             | 御代田村                   | 御代田村                         | 御代田村                   | 昭和31年9月30日 御代田町 | 昭和32年2月1日 浅間町に編入   | 昭和36年4月1日 佐久市の一部  | 平成17年4月1日 佐久市の一部 | 佐久市   |
| 小田井村       | 一部           | 明治8年 御代田村        | 御代田村               | 御代田村             | 御代田村                   | 御代田村                         | 御代田村                   | 昭和31年9月30日 御代田町 | 昭和32年2月1日 浅間町に編入   | 昭和36年4月1日 佐久市の一部  | 平成17年4月1日 佐久市の一部 | 佐久市   |
| 小田井村       | 一部を除く     | 明治8年 御代田村        | 御代田村               | 御代田村             | 御代田村                   | 御代田村                         | 御代田村                   | 昭和31年9月30日 御代田町 | 御代田町                      | 御代田町                     | 御代田町                    | 御代田町 |
| 児玉村         |                | 明治8年 御代田村        | 御代田村               | 御代田村             | 御代田村                   | 御代田村                         | 御代田村                   | 昭和31年9月30日 御代田町 | 御代田町                      | 御代田町                     | 御代田町                    | 御代田町 |
| 久能村         | 久能村         | 明治8年 豊昇村          | 豊昇村                 | 豊昇村               | 伍賀村                     | 伍賀村                           | 伍賀村                     | 昭和31年9月30日 御代田町 | 御代田町                      | 御代田町                     | 御代田町                    | 御代田町 |
| 梨沢村         |                | 明治8年 豊昇村          | 豊昇村                 | 豊昇村               | 伍賀村                     | 伍賀村                           | 伍賀村                     | 昭和31年9月30日 御代田町 | 御代田町                      | 御代田町                     | 御代田町                    | 御代田町 |
| 広戸村         | 広戸村         | 広戸村                  | 広戸村                 | 広戸村               | 伍賀村                     | 伍賀村                           | 伍賀村                     | 昭和31年9月30日 御代田町 | 御代田町                      | 御代田町                     | 御代田町                    | 御代田町 |
| 面替村         | 面替村         | 面替村                  | 面替村                 | 面替村               | 伍賀村                     | 伍賀村                           | 伍賀村                     | 昭和31年9月30日 御代田町 | 御代田町                      | 御代田町                     | 御代田町                    | 御代田町 |
| 草越村         | 草越村         | 草越村                  | 明治9年8月2日 草越村   | 明治13年 草越村      | 伍賀村                     | 伍賀村                           | 伍賀村                     | 昭和31年9月30日 御代田町 | 御代田町                      | 御代田町                     | 御代田町                    | 御代田町 |
| 茂沢村         | 一部を除く     | 茂沢村                  | 明治9年8月2日 草越村   | 明治13年 茂沢村      | 伍賀村                     | 伍賀村                           | 伍賀村                     | 昭和31年9月30日 御代田町 | 御代田町                      | 御代田町                     | 御代田町                    | 御代田町 |
| 茂沢村         | 一部           | 茂沢村                  | 明治9年8月2日 草越村   | 明治13年 茂沢村      | 伍賀村                     | 伍賀村                           | 伍賀村                     | 昭和31年9月30日 御代田町 | 昭和34年4月1日 軽井沢町に編入 | 軽井沢町                     | 軽井沢町                    | 軽井沢町 |
| 軽井沢村       | 軽井沢村       | 明治5年 軽井沢村        | 軽井沢村               | 軽井沢村             | 東長倉村                   | 大正12年8月1日 町制改称 軽井沢町 | 軽井沢町                   | 軽井沢町                 | 軽井沢町                      | 軽井沢町                     | 軽井沢町                    | 軽井沢町 |
| 峠町           | 峠町           | 明治5年 軽井沢村        | 明治11年 分立 峠町     | 峠町                 | 東長倉村                   | 大正12年8月1日 町制改称 軽井沢町 | 軽井沢町                   | 軽井沢町                 | 軽井沢町                      | 軽井沢町                     | 軽井沢町                    | 軽井沢町 |
| 借宿村         | 借宿村         | 明治9年8月2日 長倉村    | 長倉村                 | 長倉村               | 東長倉村                   | 大正12年8月1日 町制改称 軽井沢町 | 軽井沢町                   | 軽井沢町                 | 軽井沢町                      | 軽井沢町                     | 軽井沢町                    | 軽井沢町 |
| 沓掛村         |                | 明治9年8月2日 長倉村    | 長倉村                 | 長倉村               | 東長倉村                   | 大正12年8月1日 町制改称 軽井沢町 | 軽井沢町                   | 軽井沢町                 | 軽井沢町                      | 軽井沢町                     | 軽井沢町                    | 軽井沢町 |
| 塩沢新田       |                | 明治9年8月2日 長倉村    | 長倉村                 | 長倉村               | 東長倉村                   | 大正12年8月1日 町制改称 軽井沢町 | 軽井沢町                   | 軽井沢町                 | 軽井沢町                      | 軽井沢町                     | 軽井沢町                    | 軽井沢町 |
| 油井村         | 油井村         | 明治9年8月2日 長倉村    | 長倉村                 | 長倉村               | 西長倉村                   | 昭和17年5月8日 軽井沢町に編入    | 軽井沢町                   | 軽井沢町                 | 軽井沢町                      | 軽井沢町                     | 軽井沢町                    | 軽井沢町 |
| 成沢新田       |                | 明治9年8月2日 長倉村    | 長倉村                 | 長倉村               | 西長倉村                   | 昭和17年5月8日 軽井沢町に編入    | 軽井沢町                   | 軽井沢町                 | 軽井沢町                      | 軽井沢町                     | 軽井沢町                    | 軽井沢町 |
| 発地村         | 発地村         | 明治9年8月2日 発地村    | 発地村                 | 発地村               | 西長倉村                   | 昭和17年5月8日 軽井沢町に編入    | 軽井沢町                   | 軽井沢町                 | 軽井沢町                      | 軽井沢町                     | 軽井沢町                    | 軽井沢町 |
| 馬取萱村       |                | 明治9年8月2日 発地村    | 発地村                 | 発地村               | 西長倉村                   | 昭和17年5月8日 軽井沢町に編入    | 軽井沢町                   | 軽井沢町                 | 軽井沢町                      | 軽井沢町                     | 軽井沢町                    | 軽井沢町 |
| 追分村         | 一部を除く     | 追分村                  | 追分村                 | 追分村               | 西長倉村                   | 昭和17年5月8日 軽井沢町に編入    | 軽井沢町                   | 軽井沢町                 | 軽井沢町                      | 軽井沢町                     | 軽井沢町                    | 軽井沢町 |
| 追分村         | 一部           | 追分村                  | 追分村                 | 追分村               | 西長倉村                   | 昭和17年5月8日 軽井沢町に編入    | 軽井沢町                   | 軽井沢町                 | 昭和32年2月1日 御代田町に編入 | 御代田町                     | 御代田町                    | 御代田町 |
| 馬瀬口村       | 馬瀬口村       | 馬瀬口村                | 馬瀬口村               | 馬瀬口村             | 小沼村                     | 小沼村                           | 小沼村                     | 昭和31年9月30日 御代田町 | 御代田町                      | 御代田町                     | 御代田町                    | 御代田町 |
| 塩野村         | 一部を除く     | 明治8年 塩野村          | 塩野村                 | 塩野村               | 小沼村                     | 小沼村                           | 小沼村                     | 昭和31年9月30日 御代田町 | 御代田町                      | 御代田町                     | 御代田町                    | 御代田町 |
| 塩野村         | 一部           | 明治8年 塩野村          | 塩野村                 | 塩野村               | 小沼村                     | 小沼村                           | 小沼村                     | 昭和31年9月30日 御代田町 | 昭和32年2月1日 小諸市に編入   | 小諸市                       | 小諸市                      | 小諸市   |
| 八満村         | 一部           | 明治8年 塩野村          | 塩野村                 | 塩野村               | 小沼村                     | 小沼村                           | 小沼村                     | 昭和31年9月30日 御代田町 | 昭和32年2月1日 小諸市に編入   | 小諸市                       | 小諸市                      | 小諸市   |
| 八満村         | 一部を除く     | 八満村                  | 八満村                 | 八満村               | 北大井村                   | 昭和29年2月1日 小諸町            | 昭和29年4月1日 小諸市      | 小諸市                   | 小諸市                        | 小諸市                       | 小諸市                      | 小諸市   |
| 柏木村         | 柏木村         | 柏木村                  | 柏木村                 | 柏木村               | 北大井村                   | 昭和29年2月1日 小諸町            | 昭和29年4月1日 小諸市      | 小諸市                   | 小諸市                        | 小諸市                       | 小諸市                      | 小諸市   |
| 加増村         | 加増村         | 加増村                  | 加増村                 | 加増村               | 北大井村                   | 昭和29年2月1日 小諸町            | 昭和29年4月1日 小諸市      | 小諸市                   | 小諸市                        | 小諸市                       | 小諸市                      | 小諸市   |
| 小諸城下       | 小諸城下       | 明治9年7月18日 小諸町   | 小諸町                 | 小諸町               | 小諸町                     | 昭和29年2月1日 小諸町            | 昭和29年4月1日 小諸市      | 小諸市                   | 小諸市                        | 小諸市                       | 小諸市                      | 小諸市   |
| 山浦村         | 山浦村         | 山浦村                  | 山浦村                 | 山浦村               | 川辺村                     | 昭和29年2月1日 小諸町            | 昭和29年4月1日 小諸市      | 小諸市                   | 小諸市                        | 小諸市                       | 小諸市                      | 小諸市   |
| 大久保村       | 大久保村       | 大久保村                | 大久保村               | 大久保村             | 川辺村                     | 昭和29年2月1日 小諸町            | 昭和29年4月1日 小諸市      | 小諸市                   | 小諸市                        | 小諸市                       | 小諸市                      | 小諸市   |
| 滝原村         | 滝原村         | 滝原村                  | 滝原村                 | 滝原村               | 大里村                     | 昭和29年2月1日 小諸町            | 昭和29年4月1日 小諸市      | 小諸市                   | 小諸市                        | 小諸市                       | 小諸市                      | 小諸市   |
| 西原村         | 西原村         | 西原村                  | 西原村                 | 西原村               | 大里村                     | 昭和29年2月1日 小諸町            | 昭和29年4月1日 小諸市      | 小諸市                   | 小諸市                        | 小諸市                       | 小諸市                      | 小諸市   |
| 諸村           | 諸村           | 諸村                    | 諸村                   | 諸村                 | 大里村                     | 昭和29年2月1日 小諸町            | 昭和29年4月1日 小諸市      | 小諸市                   | 小諸市                        | 小諸市                       | 小諸市                      | 小諸市   |
| 菱野村         | 菱野村         | 明治9年 菱平村          | 菱平村                 | 菱平村               | 大里村                     | 昭和29年2月1日 小諸町            | 昭和29年4月1日 小諸市      | 小諸市                   | 小諸市                        | 小諸市                       | 小諸市                      | 小諸市   |
| 後平村         |                | 明治9年 菱平村          | 菱平村                 | 菱平村               | 大里村                     | 昭和29年2月1日 小諸町            | 昭和29年4月1日 小諸市      | 小諸市                   | 小諸市                        | 小諸市                       | 小諸市                      | 小諸市   |
| 平原村         | 平原村         | 平原村                  | 平原村                 | 平原村               | 南大井村                   | 南大井村                         | 昭和29年4月1日 小諸市      | 小諸市                   | 小諸市                        | 小諸市                       | 小諸市                      | 小諸市   |
| 御影新田村     | 御影新田村     | 御影新田村              | 御影新田村             | 御影新田村           | 南大井村                   | 南大井村                         | 昭和29年4月1日 小諸市      | 小諸市                   | 小諸市                        | 小諸市                       | 小諸市                      | 小諸市   |
| 和田村         | 和田村         | 和田村                  | 和田村                 | 和田村               | 南大井村                   | 南大井村                         | 昭和29年4月1日 小諸市      | 小諸市                   | 小諸市                        | 小諸市                       | 小諸市                      | 小諸市   |
| 森山村         | 森山村         | 森山村                  | 森山村                 | 森山村               | 三岡村                     | 三岡村                           | 昭和29年4月1日 小諸市      | 小諸市                   | 小諸市                        | 小諸市                       | 小諸市                      | 小諸市   |
| 耳取村         | 耳取村         | 耳取村                  | 耳取村                 | 耳取村               | 三岡村                     | 三岡村                           | 昭和29年4月1日 小諸市      | 小諸市                   | 小諸市                        | 小諸市                       | 小諸市                      | 小諸市   |
| 市田村         | 市田村         | 明治9年5月 市田村       | 市田村                 | 市田村               | 三岡村                     | 三岡村                           | 昭和29年4月1日 小諸市      | 小諸市                   | 小諸市                        | 小諸市                       | 小諸市                      | 小諸市   |
| 常田村         | 常田村         | 明治9年5月 市田村       | 明治13年 分立 市村新田 | 明治15年 改称 常田村 | 中佐都村                   | 中佐都村                         | 昭和29年12月20日 浅間町    | 浅間町                   | 浅間町                        | 昭和36年4月1日 佐久市の一部  | 平成17年4月1日 佐久市の一部 | 佐久市   |
| 根々井村       | 根々井村       | 根々井村                | 根々井村               | 根々井村             | 中佐都村                   | 中佐都村                         | 昭和29年12月20日 浅間町    | 浅間町                   | 浅間町                        | 昭和36年4月1日 佐久市の一部  | 平成17年4月1日 佐久市の一部 | 佐久市   |
| 平塚村         | 平塚村         | 平塚村                  | 平塚村                 | 平塚村               | 中佐都村                   | 中佐都村                         | 昭和29年12月20日 浅間町    | 浅間町                   | 浅間町                        | 昭和36年4月1日 佐久市の一部  | 平成17年4月1日 佐久市の一部 | 佐久市   |
| 上塚原村       | 上塚原村       | 明治9年 塚原村          | 塚原村                 | 塚原村               | 中佐都村                   | 中佐都村                         | 昭和29年12月20日 浅間町    | 浅間町                   | 浅間町                        | 昭和36年4月1日 佐久市の一部  | 平成17年4月1日 佐久市の一部 | 佐久市   |
| 下塚原村       |                | 明治9年 塚原村          | 塚原村                 | 塚原村               | 中佐都村                   | 中佐都村                         | 昭和29年12月20日 浅間町    | 浅間町                   | 浅間町                        | 昭和36年4月1日 佐久市の一部  | 平成17年4月1日 佐久市の一部 | 佐久市   |
| 赤岩新田       |                | 明治9年 塚原村          | 塚原村                 | 塚原村               | 中佐都村                   | 中佐都村                         | 昭和29年12月20日 浅間町    | 浅間町                   | 浅間町                        | 昭和36年4月1日 佐久市の一部  | 平成17年4月1日 佐久市の一部 | 佐久市   |
| 中地村         |                | 明治9年 塚原村          | 塚原村                 | 塚原村               | 中佐都村                   | 中佐都村                         | 昭和29年12月20日 浅間町    | 浅間町                   | 浅間町                        | 昭和36年4月1日 佐久市の一部  | 平成17年4月1日 佐久市の一部 | 佐久市   |
| 根々井塚原村   |                | 明治9年 塚原村          | 塚原村                 | 塚原村               | 中佐都村                   | 中佐都村                         | 昭和29年12月20日 浅間町    | 浅間町                   | 浅間町                        | 昭和36年4月1日 佐久市の一部  | 平成17年4月1日 佐久市の一部 | 佐久市   |
| 赤岩村         |                | 明治9年 塚原村          | 塚原村                 | 塚原村               | 中佐都村                   | 中佐都村                         | 昭和29年12月20日 浅間町    | 浅間町                   | 浅間町                        | 昭和36年4月1日 佐久市の一部  | 平成17年4月1日 佐久市の一部 | 佐久市   |
| 岩村田村       | 岩村田村       | 岩村田村                | 岩村田村               | 岩村田村             | 岩村田町                   | 岩村田町                         | 昭和29年12月20日 浅間町    | 浅間町                   | 浅間町                        | 昭和36年4月1日 佐久市の一部  | 平成17年4月1日 佐久市の一部 | 佐久市   |
| 長土呂村       | 長土呂村       | 長土呂村                | 長土呂村               | 長土呂村             | 岩村田町                   | 岩村田町                         | 昭和29年12月20日 浅間町    | 浅間町                   | 浅間町                        | 昭和36年4月1日 佐久市の一部  | 平成17年4月1日 佐久市の一部 | 佐久市   |
| 猿久保村       | 猿久保村       | 猿久保村                | 猿久保村               | 猿久保村             | 岩村田町                   | 岩村田町                         | 昭和29年12月20日 浅間町    | 浅間町                   | 浅間町                        | 昭和36年4月1日 佐久市の一部  | 平成17年4月1日 佐久市の一部 | 佐久市   |
| 落合村         | 落合村         | 明治8年 鳴瀬村          | 鳴瀬村                 | 鳴瀬村               | 高瀬村                     | 高瀬村                           | 昭和29年12月20日 浅間町    | 浅間町                   | 浅間町                        | 昭和36年4月1日 佐久市の一部  | 平成17年4月1日 佐久市の一部 | 佐久市   |
| 岩尾村         |                | 明治8年 鳴瀬村          | 鳴瀬村                 | 鳴瀬村               | 高瀬村                     | 高瀬村                           | 昭和29年12月20日 浅間町    | 浅間町                   | 浅間町                        | 昭和36年4月1日 佐久市の一部  | 平成17年4月1日 佐久市の一部 | 佐久市   |
| 大和田村       |                | 明治8年 鳴瀬村          | 鳴瀬村                 | 鳴瀬村               | 高瀬村                     | 高瀬村                           | 昭和29年12月20日 浅間町    | 浅間町                   | 浅間町                        | 昭和36年4月1日 佐久市の一部  | 平成17年4月1日 佐久市の一部 | 佐久市   |
| 横和村         | 横和村         | 横和村                  | 横和村                 | 横和村               | 高瀬村                     | 高瀬村                           | 昭和29年12月20日 浅間町    | 浅間町                   | 浅間町                        | 昭和36年4月1日 佐久市の一部  | 平成17年4月1日 佐久市の一部 | 佐久市   |
| 三河田村       | 三河田村       | 三河田村                | 三河田村               | 三河田村             | 高瀬村                     | 高瀬村                           | 昭和29年12月20日 浅間町    | 浅間町                   | 浅間町                        | 昭和36年4月1日 佐久市の一部  | 平成17年4月1日 佐久市の一部 | 佐久市   |
| 今井村         | 今井村         | 今井村                  | 今井村                 | 今井村               | 高瀬村                     | 高瀬村                           | 昭和29年12月20日 浅間町    | 浅間町                   | 浅間町                        | 昭和36年4月1日 佐久市の一部  | 平成17年4月1日 佐久市の一部 | 佐久市   |
| 上平尾村       | 上平尾村       | 上平尾村                | 上平尾村               | 上平尾村             | 平根村                     | 平根村                           | 昭和29年12月20日 浅間町    | 浅間町                   | 浅間町                        | 昭和36年4月1日 佐久市の一部  | 平成17年4月1日 佐久市の一部 | 佐久市   |
| 下平尾村       | 下平尾村       | 下平尾村                | 下平尾村               | 下平尾村             | 平根村                     | 平根村                           | 昭和29年12月20日 浅間町    | 浅間町                   | 浅間町                        | 昭和36年4月1日 佐久市の一部  | 平成17年4月1日 佐久市の一部 | 佐久市   |
| 横根村         | 横根村         | 横根村                  | 横根村                 | 横根村               | 平根村                     | 平根村                           | 昭和29年12月20日 浅間町    | 浅間町                   | 浅間町                        | 昭和36年4月1日 佐久市の一部  | 平成17年4月1日 佐久市の一部 | 佐久市   |
| 香坂村         | 香坂村         | 明治8年 香坂村          | 香坂村                 | 香坂村               | 三井村                     | 三井村                           | 三井村                     | 昭和30年2月1日 東村      | 昭和30年2月1日 東村           | 昭和36年4月1日 佐久市の一部  | 平成17年4月1日 佐久市の一部 | 佐久市   |
| 香坂新田村     |                | 明治8年 香坂村          | 香坂村                 | 香坂村               | 三井村                     | 三井村                           | 三井村                     | 昭和30年2月1日 東村      | 昭和30年2月1日 東村           | 昭和36年4月1日 佐久市の一部  | 平成17年4月1日 佐久市の一部 | 佐久市   |
| 新子田村       | 新子田村       | 新子田村                | 新子田村               | 新子田村             | 三井村                     | 三井村                           | 三井村                     | 昭和30年2月1日 東村      | 昭和30年2月1日 東村           | 昭和36年4月1日 佐久市の一部  | 平成17年4月1日 佐久市の一部 | 佐久市   |
| 安原村         | 安原村         | 安原村                  | 安原村                 | 安原村               | 三井村                     | 三井村                           | 三井村                     | 昭和30年2月1日 東村      | 昭和30年2月1日 東村           | 昭和36年4月1日 佐久市の一部  | 平成17年4月1日 佐久市の一部 | 佐久市   |
| 志賀村         | 志賀村         | 志賀村                  | 志賀村                 | 志賀村               | 志賀村                     | 志賀村                           | 志賀村                     | 昭和30年2月1日 東村      | 昭和30年2月1日 東村           | 昭和36年4月1日 佐久市の一部  | 平成17年4月1日 佐久市の一部 | 佐久市   |
| 八幡村         | 八幡村         | 八幡村                  | 八幡村                 | 八幡村               | 南御牧村                   | 南御牧村                         | 南御牧村                   | 昭和30年1月15日 浅科村   | 昭和30年1月15日 浅科村        | 浅科村                       | 平成17年4月1日 佐久市の一部 | 佐久市   |
| 蓬田村         | 蓬田村         | 蓬田村                  | 蓬田村                 | 蓬田村               | 南御牧村                   | 南御牧村                         | 南御牧村                   | 昭和30年1月15日 浅科村   | 昭和30年1月15日 浅科村        | 浅科村                       | 平成17年4月1日 佐久市の一部 | 佐久市   |
| 桑山村         | 桑山村         | 桑山村                  | 桑山村                 | 桑山村               | 南御牧村                   | 南御牧村                         | 南御牧村                   | 昭和30年1月15日 浅科村   | 昭和30年1月15日 浅科村        | 浅科村                       | 平成17年4月1日 佐久市の一部 | 佐久市   |
| 矢島村         | 矢島村         | 矢島村                  | 矢島村                 | 矢島村               | 南御牧村                   | 南御牧村                         | 南御牧村                   | 昭和30年1月15日 浅科村   | 昭和30年1月15日 浅科村        | 浅科村                       | 平成17年4月1日 佐久市の一部 | 佐久市   |
| 塩名田村       | 塩名田村       | 明治9年5月30日 塩名田村 | 塩名田村               | 塩名田村             | 中津村                     | 中津村                           | 中津村                     | 昭和30年1月15日 浅科村   | 昭和30年1月15日 浅科村        | 浅科村                       | 平成17年4月1日 佐久市の一部 | 佐久市   |
| 市左衛門新田   |                | 明治9年5月30日 塩名田村 | 塩名田村               | 塩名田村             | 中津村                     | 中津村                           | 中津村                     | 昭和30年1月15日 浅科村   | 昭和30年1月15日 浅科村        | 浅科村                       | 平成17年4月1日 佐久市の一部 | 佐久市   |
| 御馬寄村       | 御馬寄村       | 御馬寄村                | 御馬寄村               | 御馬寄村             | 中津村                     | 中津村                           | 中津村                     | 昭和30年1月15日 浅科村   | 昭和30年1月15日 浅科村        | 浅科村                       | 平成17年4月1日 佐久市の一部 | 佐久市   |
| 五郎兵衛新田村 | 五郎兵衛新田村 | 五郎兵衛新田村          | 五郎兵衛新田村         | 五郎兵衛新田村       | 五郎兵衛新田村             | 五郎兵衛新田村                   | 五郎兵衛新田村             | 昭和30年1月15日 浅科村   | 昭和30年1月15日 浅科村        | 浅科村                       | 平成17年4月1日 佐久市の一部 | 佐久市   |
| 春日村         | 春日村         | 明治8年 春日村          | 春日村                 | 春日村               | 春日村                     | 春日村                           | 春日村                     | 春日村                   | 昭和34年4月1日 望月町         | 望月町                       | 平成17年4月1日 佐久市の一部 | 佐久市   |
| 春日新村       |                | 明治8年 春日村          | 春日村                 | 春日村               | 春日村                     | 春日村                           | 春日村                     | 春日村                   | 昭和34年4月1日 望月町         | 望月町                       | 平成17年4月1日 佐久市の一部 | 佐久市   |
| 入片倉村       |                | 明治8年 春日村          | 春日村                 | 春日村               | 春日村                     | 春日村                           | 春日村                     | 春日村                   | 昭和34年4月1日 望月町         | 望月町                       | 平成17年4月1日 佐久市の一部 | 佐久市   |
| 岩下村         |                | 明治8年 春日村          | 春日村                 | 春日村               | 春日村                     | 春日村                           | 春日村                     | 春日村                   | 昭和34年4月1日 望月町         | 望月町                       | 平成17年4月1日 佐久市の一部 | 佐久市   |
| 前山山新田     | 前山山新田     | 明治8年 布施村          | 布施村                 | 布施村               | 布施村                     | 布施村                           | 布施村                     | 布施村                   | 昭和34年4月1日 望月町         | 望月町                       | 平成17年4月1日 佐久市の一部 | 佐久市   |
| 牧布施村       |                | 明治8年 布施村          | 布施村                 | 布施村               | 布施村                     | 布施村                           | 布施村                     | 布施村                   | 昭和34年4月1日 望月町         | 望月町                       | 平成17年4月1日 佐久市の一部 | 佐久市   |
| 沓沢新田村     |                | 明治8年 布施村          | 布施村                 | 布施村               | 布施村                     | 布施村                           | 布施村                     | 布施村                   | 昭和34年4月1日 望月町         | 望月町                       | 平成17年4月1日 佐久市の一部 | 佐久市   |
| 入布施村       |                | 明治8年 布施村          | 布施村                 | 布施村               | 布施村                     | 布施村                           | 布施村                     | 布施村                   | 昭和34年4月1日 望月町         | 望月町                       | 平成17年4月1日 佐久市の一部 | 佐久市   |
| 中居村         |                | 明治8年 布施村          | 布施村                 | 布施村               | 布施村                     | 布施村                           | 布施村                     | 布施村                   | 昭和34年4月1日 望月町         | 望月町                       | 平成17年4月1日 佐久市の一部 | 佐久市   |
| 抜井村         |                | 明治8年 布施村          | 布施村                 | 布施村               | 布施村                     | 布施村                           | 布施村                     | 布施村                   | 昭和34年4月1日 望月町         | 望月町                       | 平成17年4月1日 佐久市の一部 | 佐久市   |
| 式部村         |                | 明治8年 布施村          | 布施村                 | 布施村               | 布施村                     | 布施村                           | 布施村                     | 布施村                   | 昭和34年4月1日 望月町         | 望月町                       | 平成17年4月1日 佐久市の一部 | 佐久市   |
| 小平村         | 小平村         | 明治9年 協和村          | 協和村                 | 協和村               | 協和村                     | 協和村                           | 協和村                     | 協和村                   | 昭和34年4月1日 望月町         | 望月町                       | 平成17年4月1日 佐久市の一部 | 佐久市   |
| 比田井村       |                | 明治9年 協和村          | 協和村                 | 協和村               | 協和村                     | 協和村                           | 協和村                     | 協和村                   | 昭和34年4月1日 望月町         | 望月町                       | 平成17年4月1日 佐久市の一部 | 佐久市   |
| 天神林村       |                | 明治9年 協和村          | 協和村                 | 協和村               | 協和村                     | 協和村                           | 協和村                     | 協和村                   | 昭和34年4月1日 望月町         | 望月町                       | 平成17年4月1日 佐久市の一部 | 佐久市   |
| 片倉村         |                | 明治9年 協和村          | 協和村                 | 協和村               | 協和村                     | 協和村                           | 協和村                     | 協和村                   | 昭和34年4月1日 望月町         | 望月町                       | 平成17年4月1日 佐久市の一部 | 佐久市   |
| 高呂村         |                | 明治9年 協和村          | 協和村                 | 協和村               | 協和村                     | 協和村                           | 協和村                     | 協和村                   | 昭和34年4月1日 望月町         | 望月町                       | 平成17年4月1日 佐久市の一部 | 佐久市   |
| 大谷地新田     |                | 明治9年 協和村          | 協和村                 | 協和村               | 協和村                     | 協和村                           | 協和村                     | 協和村                   | 昭和34年4月1日 望月町         | 望月町                       | 平成17年4月1日 佐久市の一部 | 佐久市   |
| 三ツ井村       |                | 明治9年 協和村          | 協和村                 | 協和村               | 協和村                     | 協和村                           | 協和村                     | 協和村                   | 昭和34年4月1日 望月町         | 望月町                       | 平成17年4月1日 佐久市の一部 | 佐久市   |
| 望月町         | 望月町         | 明治9年 望月町          | 望月町                 | 望月町               | 本牧村                     | 本牧村                           | 昭和29年4月1日 町制 本牧町 | 本牧町                   | 昭和34年4月1日 望月町         | 望月町                       | 平成17年4月1日 佐久市の一部 | 佐久市   |
| 望月新田       |                | 明治9年 望月町          | 望月町                 | 望月町               | 本牧村                     | 本牧村                           | 昭和29年4月1日 町制 本牧町 | 本牧町                   | 昭和34年4月1日 望月町         | 望月町                       | 平成17年4月1日 佐久市の一部 | 佐久市   |
| 印内村         | 印内村         | 印内村                  | 印内村                 | 印内村               | 本牧村                     | 本牧村                           | 昭和29年4月1日 町制 本牧町 | 本牧町                   | 昭和34年4月1日 望月町         | 望月町                       | 平成17年4月1日 佐久市の一部 | 佐久市   |
| 観音寺新田     | 観音寺新田     | 明治8年 茂田井村        | 茂田井村               | 茂田井村             | 本牧村                     | 本牧村                           | 昭和29年4月1日 町制 本牧町 | 本牧町                   | 昭和34年4月1日 望月町         | 望月町                       | 平成17年4月1日 佐久市の一部 | 佐久市   |
| 茂田井村       | 一部を除く     | 明治8年 茂田井村        | 茂田井村               | 茂田井村             | 本牧村                     | 本牧村                           | 昭和29年4月1日 町制 本牧町 | 本牧町                   | 昭和34年4月1日 望月町         | 望月町                       | 平成17年4月1日 佐久市の一部 | 佐久市   |
| 茂田井村       | 一部           | 明治8年 茂田井村        | 茂田井村               | 茂田井村             | 本牧村                     | 本牧村                           | 昭和29年4月1日 町制 本牧町 | 本牧町                   | 昭和34年4月1日 望月町         | 昭和35年4月15日 立科町に編入 | 立科町                      | 立科町   |
| 芦田村         | 芦田村         | 明治8年 芦田村          | 芦田村                 | 芦田村               | 芦田村                     | 芦田村                           | 芦田村                     | 昭和30年1月15日 立科村   | 昭和33年10月1日 町制 立科町   | 立科町                       | 立科町                      | 立科町   |
| 姥ヶ懐新田     |                | 明治8年 芦田村          | 芦田村                 | 芦田村               | 芦田村                     | 芦田村                           | 芦田村                     | 昭和30年1月15日 立科村   | 昭和33年10月1日 町制 立科町   | 立科町                       | 立科町                      | 立科町   |
| 中尾新田       |                | 明治8年 芦田村          | 芦田村                 | 芦田村               | 芦田村                     | 芦田村                           | 芦田村                     | 昭和30年1月15日 立科村   | 昭和33年10月1日 町制 立科町   | 立科町                       | 立科町                      | 立科町   |
| 宇山村         | 宇山村         | 明治9年 大井村          | 明治12年 宇山村        | 宇山村               | 横鳥村                     | 横鳥村                           | 横鳥村                     | 昭和30年1月15日 立科村   | 昭和33年10月1日 町制 立科町   | 立科町                       | 立科町                      | 立科町   |
| 山部村         | 山部村         | 明治9年 大井村          | 明治12年 山部村        | 山部村               | 横鳥村                     | 横鳥村                           | 横鳥村                     | 昭和30年1月15日 立科村   | 昭和33年10月1日 町制 立科町   | 立科町                       | 立科町                      | 立科町   |
| 牛鹿村         | 牛鹿村         | 牛鹿村                  | 牛鹿村                 | 牛鹿村               | 横鳥村                     | 横鳥村                           | 横鳥村                     | 昭和30年1月15日 立科村   | 昭和33年10月1日 町制 立科町   | 立科町                       | 立科町                      | 立科町   |
| 細谷村         | 細谷村         | 明治9年 桐原村          | 桐原村                 | 桐原村               | 三都和村                   | 三都和村                         | 三都和村                   | 昭和30年1月15日 立科村   | 昭和33年10月1日 町制 立科町   | 立科町                       | 立科町                      | 立科町   |
| 細谷新田村     |                | 明治9年 桐原村          | 桐原村                 | 桐原村               | 三都和村                   | 三都和村                         | 三都和村                   | 昭和30年1月15日 立科村   | 昭和33年10月1日 町制 立科町   | 立科町                       | 立科町                      | 立科町   |
| 藤沢村         | 藤沢村         | 藤沢村                  | 藤沢村                 | 藤沢村               | 三都和村                   | 三都和村                         | 三都和村                   | 昭和30年1月15日 立科村   | 昭和33年10月1日 町制 立科町   | 立科町                       | 立科町                      | 立科町   |
| 塩沢村         | 塩沢村         | 塩沢村                  | 塩沢村                 | 塩沢村               | 三都和村                   | 三都和村                         | 三都和村                   | 昭和30年1月15日 立科村   | 昭和33年10月1日 町制 立科町   | 立科町                       | 立科町                      | 立科町   |
| 八重原村       | 八重原村       | 八重原村                | 八重原村               | 八重原村             | 北御牧村                   | 北御牧村                         | 北御牧村                   | 北御牧村                 | 北御牧村                      | 北御牧村                     | 平成16年4月1日 東御市の一部 | 東御市   |
| 羽毛山村       | 羽毛山村       | 羽毛山村                | 羽毛山村               | 羽毛山村             | 北御牧村                   | 北御牧村                         | 北御牧村                   | 北御牧村                 | 北御牧村                      | 北御牧村                     | 平成16年4月1日 東御市の一部 | 東御市   |
| 布下村         | 布下村         | 布下村                  | 布下村                 | 布下村               | 北御牧村                   | 北御牧村                         | 北御牧村                   | 北御牧村                 | 北御牧村                      | 北御牧村                     | 平成16年4月1日 東御市の一部 | 東御市   |
| 島川原村       | 島川原村       | 島川原村                | 島川原村               | 島川原村             | 北御牧村                   | 北御牧村                         | 北御牧村                   | 北御牧村                 | 北御牧村                      | 北御牧村                     | 平成16年4月1日 東御市の一部 | 東御市   |
| 大日向村       | 大日向村       | 大日向村                | 大日向村               | 大日向村             | 北御牧村                   | 北御牧村                         | 北御牧村                   | 北御牧村                 | 北御牧村                      | 北御牧村                     | 平成16年4月1日 東御市の一部 | 東御市   |
| 下之城村       | 下之城村       | 下之城村                | 下之城村               | 下之城村             | 北御牧村                   | 北御牧村                         | 北御牧村                   | 北御牧村                 | 北御牧村                      | 北御牧村                     | 平成16年4月1日 東御市の一部 | 東御市   |

## 行政
歴代郡長
| 代 | 氏名       | 就任年月日               | 退任年月日                | 備考                   |
| -- | ---------- | ------------------------ | ------------------------- | ---------------------- |
| 1  | 鳥居義処   | 明治12年（1879年）1月4日 |                           |                        |
| 2  | 田中直友   | 明治14年（1881年）1月    |                           |                        |
| 3  | 鳥居義処   | 明治15年（1882年）6月    |                           | 初代の再任             |
| 4  | 師岡政挙   | 明治19年（1886年）8月    |                           |                        |
| 5  | 鳥居義処   | 明治23年（1890年）10月   |                           | 初代の再々任           |
| 6  | 河村備衛   | 明治32年（1899年）2月    |                           |                        |
| 7  | 伊藤弥一郎 | 明治37年（1904年）4月    |                           |                        |
| 8  | 宮沢宗三郎 | 明治38年（1905年）5月    |                           |                        |
| 9  | 渡部秀之丞 | 明治39年（1906年）3月    |                           |                        |
| 10 | 広長本光   | 明治41年（1908年）12月   |                           |                        |
| 11 | 本山純信   | 明治43年（1910年）3月    |                           |                        |
| 12 | 安藤貞久   | 大正元年（1912年）10月   |                           |                        |
| 13 | 小西吉太郎 | 大正3年（1914年）3月     |                           |                        |
| 14 | 堀江忠也   | 大正5年（1916年）7月     |                           |                        |
| 15 | 乾長昭     | 大正8年（1919年）3月     |                           |                        |
| 16 | 鈴木登     | 大正10年（1921年）3月    |                           |                        |
| 17 | 田口泰蔵   | 大正11年（1922年）7月    |                           |                        |
| 18 | 市川多万吉 | 大正13年（1924年）9月    | 大正15年（1926年）6月30日 | 郡役所廃止により、廃官 |